# Rhithrogena anomala
Rhithrogena anomala är en dagsländeart med utbredning i Nordamerika, som beskrevs av McDunnough 1928. Rhithrogena anomala ingår i släktet Rhithrogena, och familjen forsdagsländor. Inga underarter finns listade.